# 閻詠
閻詠（？—？），山西太原府太原縣人，清朝經學家、書法家。閻若璩之子。
康熙四十八年（1709年）己丑科二甲第四十四名進士，官至中書舍人。能文，專長古文經學。

## 著作
- 《朱子古文書疑》一卷，附於閻若璩《尚書古文疏證》後
- 《左汾近稿》